# Jana Horáková
Jana Horáková (ur. 4 września 1983 w Prościejowie) – czeska kolarka górska i BMX, trzykrotna medalistka mistrzostw świata MTB i dwukrotna medalistka mistrzostw świata BMX.

## Kariera
Pierwszy sukces w karierze Jana Horáková osiągnęła w 2002 roku, kiedy zdobyła brązowy medal w kategorii elite podczas mistrzostw świata w Paulinii. W zawodach tych wyprzedziły ją jedynie María Gabriela Díaz z Argentyny oraz Francuzka Karine Chambonneau. Wynik ten powtórzyła na rozgrywanych pięć lat później mistrzostwach świata w Victorii, tym ulegając tylko Shanaze Reade z Wielkiej Brytanii oraz Sarze Walker z Nowej Zelandii. W tej samej konkurencji była ponadto trzykrotnie czwarta: na MŚ w São Paulo (2006), MŚ w Taiyuan (2008) oraz MŚ w Adelaide (2009). W 2008 roku wzięła udział w igrzyskach olimpijskich w Pekinie, ale nie awansowała do finału. Równocześnie Czeszka startowała w kolarstwie górskim, zdobywając między innymi trzy medale w Four Crossie na mistrzostwach świata. Pierwszy i zarazem największy sukces osiągnęła podczas mistrzostw świata MTB w Les Gets, gdzie była najlepsza. Ponadto dwukrotnie była druga: na mistrzostwach w Val di Sole (2008) wyprzedziła ją Amerykanka Melissa Buhl oraz na mistrzostwach w Mt-Sainte-Anne (2010), gdzie wygrała Australijka Caroline Buchanan.